# 神奈川県立伊志田高等学校
神奈川県立伊志田高等学校（かながわけんりつ いしだこうとうがっこう）は、神奈川県伊勢原市石田に所在する公立の高等学校。

## 名称
伊志田の名称は、伊勢原市石田に開校するにあたり、新編相模風土記に石田村（伊志太牟良）と万葉仮名があり、「太」を「田」に置換することで、伊勢原の伊と石田の田が含まれ、志は「少年よ大志を抱け」に通じることから決定された。

## 設置学科
- 普通科[1]

## 沿革
- 1976年（昭和51年）- 開校[3]
- 2012年（平成24年）4月 - 神奈川県立伊勢原支援学校の分教室を校内に設置[5]
- 2013年（平成25年）4月 - 神奈川県から学力向上推進校に指定された。テーマは国際教育。[6]
- 2019年（平成31年）度から2021年（令和3年）度まで - 神奈川県教育委員会からグローバル教育研究推進校の指定を受ける。[7]
- 2023年（令和5年）度 - 耐震改修工事を終了する。[8]

## 制服
制服は服装規定によって、以下のように定められている。
- 詰襟学生服またはブレザー。所定位置に校章をつける。
- シャツは白無地のワイシャツまたは開襟シャツあるいはブラウス。シャツの代わりに白無地のポロシャツの着用も認められている。
- 学生ズボン・スカート。
- セーター、カーディガン、ベストの着用も認められている。

## 宿志祭
本学校では体育祭と文化祭を合わせて宿志祭と呼び、体育祭を宿志祭体育部門、文化祭を宿志祭文化部門と呼称している。文化祭では後夜祭も行われ、校庭で花火が打ち上げられる。

## 伊勢原支援学校分教室
本学校には神奈川県立伊勢原支援学校の分教室が2012年4月より設置されており、同校の生徒は宿志祭にも参加する。

## 交通
鉄道
- 小田急線愛甲石田駅 徒歩7分。[13]

## 著名な出身者
- 坂井泉水（ZARDのボーカル）[14]
- 谷山俊樹（キックボクサー）[15]